# Amphineurus superbus
Amphineurus superbus är en tvåvingeart som beskrevs av Günther Theischinger 1996. Amphineurus superbus ingår i släktet Amphineurus och familjen småharkrankar. Inga underarter finns listade i Catalogue of Life.